# Pannecé
Pannecé (bretonisch: Panezeg) ist eine französische Gemeinde mit 1.454 Einwohnern (Stand: 1. Januar 2022) im Département Loire-Atlantique in der Region Pays de la Loire. Pannecé gehört zum Arrondissement Châteaubriant-Ancenis und zum Kanton Ancenis-Saint-Géréon. Die Einwohner werden Pannecéens und Pannecéennes genannt.

## Geografie
Pannecé liegt etwa 42 Kilometer nordöstlich von Nantes am Donneau. Umgeben wird Pannecé von den Nachbargemeinden Vallons-de-l’Erdre im Norden und Osten, Pouillé-les-Côteaux im Süden und Südosten, Mésanger im Süden, Teillé im Westen und Südwesten sowie Riaillé im Nordwesten. 

## Geschichte
Archäologen haben 1852 und 2002 in der Gemeinde jeweils einen Münzhort aus der gallorömischen Zeit – beide aus dem dritten nachchristlichen Jahrhundert – geborgen.

## Bevölkerungsentwicklung
| Jahr                       | 1962 | 1968 | 1975 | 1982 | 1990 | 1999 | 2006 | 2017 |
| Einwohner                  | 1134 | 1171 | 1067 | 980  | 952  | 911  | 1122 | 1364 |
| Quellen: Cassini und INSEE |      |      |      |      |      |      |      |      |

## Sehenswürdigkeiten
- Kirche Saint-Martin aus dem 15./16. Jahrhundert

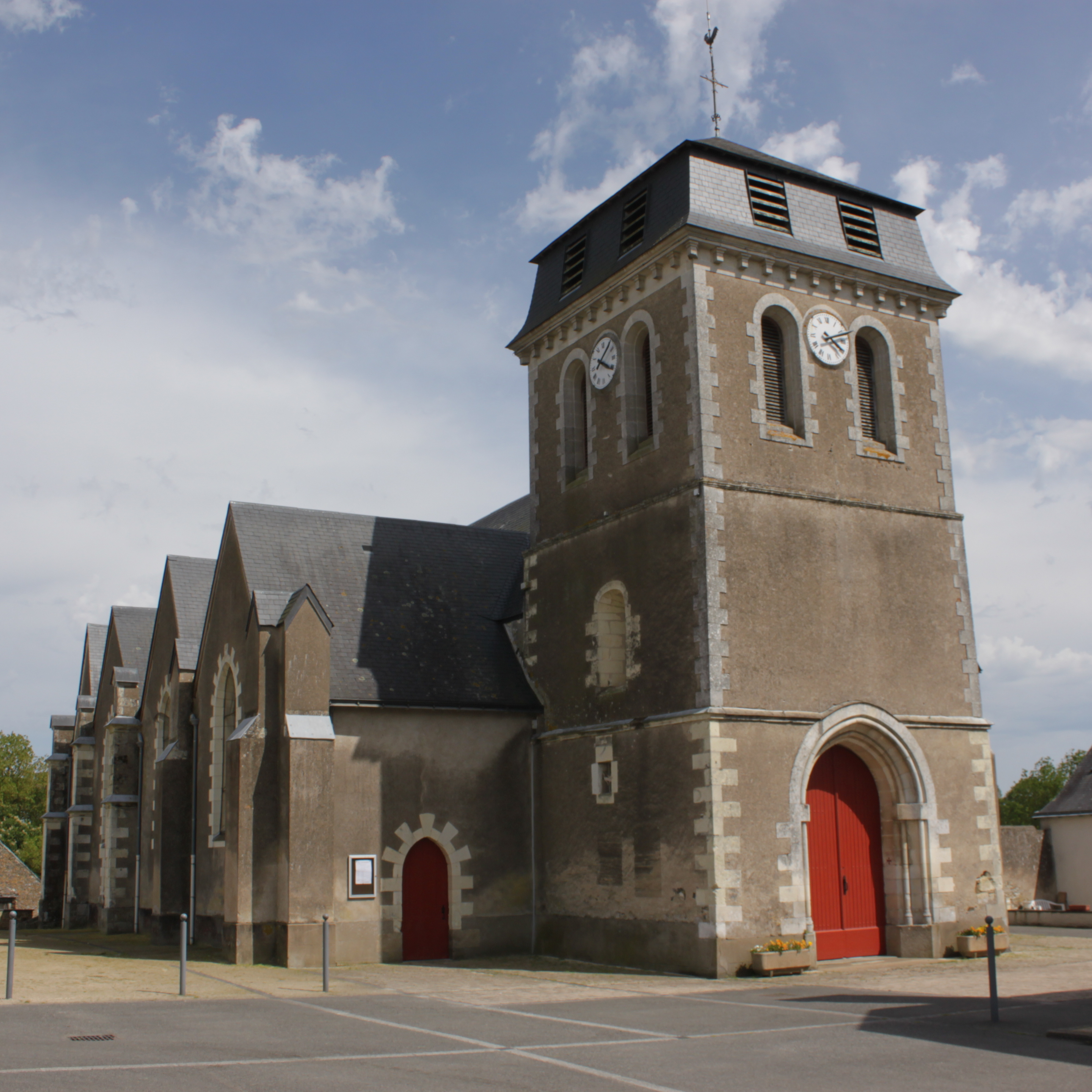
Kirche Saint-Martin

- Schloss La Rivière